# بروتين فلزي

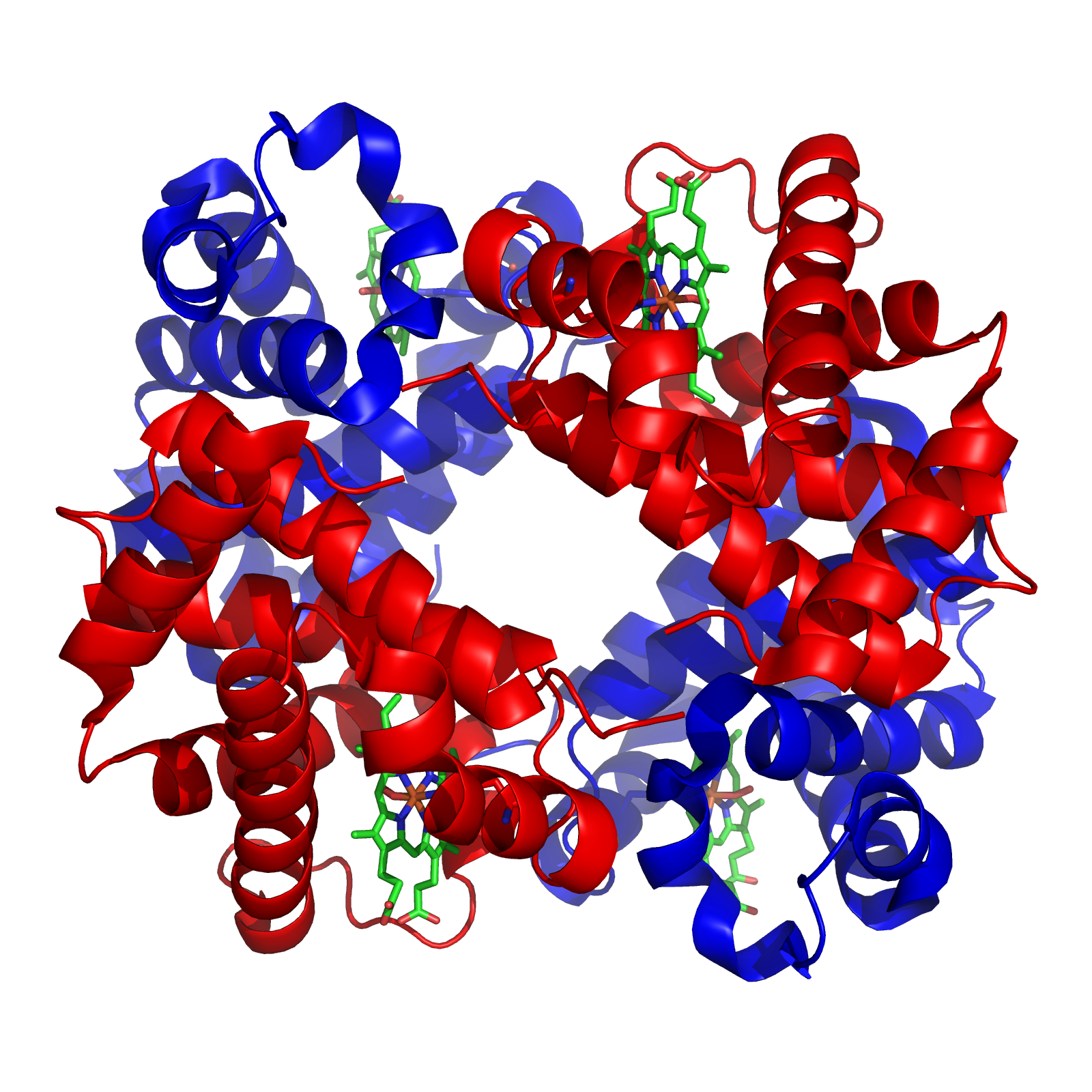
بنية الهيموغلوبين، وفيه يبدو العامل المرافق من الهيم الحاوي على فلز الحديد باللون الأخضر.

البروتين الفلزي  هو مصطلح عام شامل في الكيمياء الحيوية للبروتينات الحاوية عامل مرافق يدخل في تركيبه أيون فلزي.
تعد هذه البروتينات وفيرة في الجسم نسبياً، فهناك تقديرياً 1000-3000 بروتين بشري من حوالي 20 ألف في الجسم، والتي تحوي على نطاق بروتين رابط للزنك.

## الوفرة
تتباين التقديرات حول وفرة البروتينات الفلزية في الجسم. ففي إحداها يقدر أن حوالي نصف بروتينات الجسم حاوية على أيون فلزي في تركيبها. وفي تقدير آخر، فإنه ما بين حوالي ربع إلى ثلث البروتينات تتطلب وجود فلزات كي تقوم بوظيفتها. بالتالي، فإن للفلزات البروتينية العديد من الوظائف المختلفة في الخلايا، بالتالي فهي ذات صلة بالأمراض والعلل التي تصيب الجسم.
قد يكون هناك صلة بين وفرة البروتينات الفلزية وبين الأحماض الأمينية التي تدخل في تركيبها، إذ وجد أن البروتينات المصطنعة تميل أيضاً للارتباط مع الفلزات.
|             | كبد    | كلية  | رئة    | قلب   | دماغ | عضلة    |
| ----------- | ------ | ----- | ------ | ----- | ---- | ------- |
| Mn (منغنيز) | 138    | 79    | 29     | 27    | 22   | <4-40   |
| Fe (حديد)   | 16,769 | 7,168 | 24,967 | 5530  | 4100 | 3,500   |
| Co (كوبالت) | <2-13  | <2    | <2-8   | ---   | <2   | 150 (?) |
| Ni (نيكل)   | <5     | <5-12 | <5     | <5    | <5   | <15     |
| Cu (نحاس)   | 882    | 379   | 220    | 350   | 401  | 85-305  |
| Zn (زنك)    | 5,543  | 5,018 | 1,470  | 2,772 | 915  | 4,688   |